# Ханс Кленк
Ханс Кленк (на германски Hans Klenk) е бивш пилот от Формула 1.
Роден на 28 октомври 1919 година в Кюнцензау, Германия.

## Формула 1
Ханс Кленк прави своя дебют във Формула 1 в голямата награда на Германия през 1952 година. В световния шампионат записва 1 състезания, като не успява да спечели точки. Състезава се с частен Веритас.